# يوشع بولاك
يوشع بولاك هو سياسي إسرائيلي، ولد في 12 فبراير 1948 في رومانيا. نشط حزبياً في أغودات يسرائيل (2013 – 2013). وقد انتخب عضو الكنيست ‏ وقد انضم خلال فترته النيابية ‏ (26 يناير 2009 – 24 فبراير 2009) للكتلة البرلمانية أغودات يسرائيل.